# Larentia aganopis
Larentia aganopis là một loài bướm đêm trong họ Geometridae.